# World War II: Frontline Command
World War II: Frontline Command è un videogioco strategico sviluppato dalla The Bitmap Brothers per Microsoft Windows e pubblicato nel 2003 dalla Deep Silver.